# Coprosma lucida
Coprosma lucida (Maori: karamū) is een plantensoort uit de sterbladigenfamilie (Rubiaceae). Het is een hoge struik met groene stengels en glanzend groene bladeren. De 
bladeren zijn 12 tot 17 centimeter lang en hebben een ovale vorm, taps toelopend naar zowel bladsteel als bladpunt. De bloemen hebben een groene of witte kleur en de roodkleurige vruchtjes groeien in trossen.
De soort komt voor in Nieuw-Zeeland. Hij groeit op het Noordereiland, op het Zuidereiland en op het daarvan ten zuiden liggende Stewarteiland.